# Chó Volpino
Chó Volpino hay Volpino Italiano (tiếng Anh: Volpino Italiano, phát âm tiếng Ý: [volˈpiːno itaˈljaːno]; theo nghĩa đen, "Cáo Ý [chó]") là một giống chó đuôi cuộn có nguồn gốc từ Ý

## Ngoại hình
Chó Volpino có đặc điểm ngoại hình gần giống như dòng chó Chó Phốc sóc và cả loài chó lông trắng Samoyed nhưng có kích cỡ nhỏ hơn, tuy nhiên 3 loài này không có liên quan đến nguồn gốc chung.
Chó Volpino là loài chó cảnh có kích cỡ nhỏ và cân đối, loài chó này có kích thước chiều cao từ 25–30 cm và cân nặng chỉ từ 4–6 kg. Phần thân hình của chúng khá dài hơn so với chiều cao, chúng có các cặp chân nhỏ và ngắn, bàn chân như chân mèo, đầu thủ nhỏ và tròn, mõm khá ngắn và nhọn, cặp mắt to và đôi tai hình tam giác nhỏ dựng đứng cao trên đầu, chiếc đuôi của chúng phủ đầy lông và thường cuộn trên lưng.
Loài chó Volpino Ý có một bộ lông dài, dày và rậm với một màu trắng mướt, lông của chúng cũng có màu nâu đỏ.

## Tập tính
Chó Volpino có bản tính rất năng động và sôi nổi, chúng là giống chó thông minh, vui vẻ và rất linh hoạt, loài chó này cũng rất trung thành, tình cảm, chúng dễ chịu và thân thiện với tất cả mọi người kể cả người lạ, loài chó này cũng hòa đồng với những vật nuôi khác.

## Điều kiện sống và chăm sóc
Giống chó Volpino thích hợp với cuộc sống trong gia đình, chúng cần được vận động, đi dạo và vui chơi ngoài trời hàng ngày. Bộ lông dày rậm và dài của chúng cần được chải lông hàng tuần và tắm rửa thường xuyên.

## Sức khỏe
Sức khỏe của giống chó Volpino tốt hơn nhiều so với hầu hết chó. Loài chó Volpino có tuổi thọ trung bình khoảng 14 - 16 năm. Tuy nhiên chúng không miễn dịch với di truyền và các bệnh khác. Chúng có thể gặp vấn đề về bệnh tim và đục thủy tinh thể.

## Lịch sử
Giống chó Volpino Italiano là hậu duệ của những loài chó thuộc dòng chó Spitz và đã tồn tại hơn 5.000 năm trước. Loài chó Volpino Italiano trở nên rất nổi tiếng ở Italy cổ đại và nhận được sự yêu thích của các vị lãnh chúa, quý tộc, tuy nhiên loài chó này gần như bị tuyệt chủng và vào năm 1965.
Vào năm 1903, FCI công nhận chó Volpino Italiano là giống chó Ý.
Nữ hoàng Victoria của Anh đã đến Florence, Ý, vào năm 1888 và mang Volpinos đầu tiên của mình. White Turi, red Fluffy, Gena/Gina, Bippo, Lenda, và Lena lần lượt là tên của những con chó Volpino.
Các hiện vật và tranh vẽ, có niên đại từ những năm 1500, với những vệt xoăn nhỏ màu trắng và đôi tai dựng đứng được tìm thấy và bảo tồn trong Bảo tàng Anh.

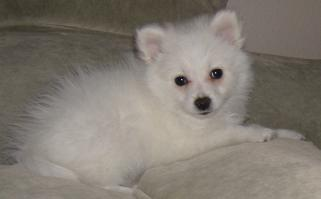
Cún Florentine Spitz (chó Volpino)

Mặc dù có kích thước nhỏ, loài chó này ban đầu được nuôi để canh gác. Tuy nhiên, do tính khí đáng yêu và trí thông minh của nó, chúng cũng trở nên phổ biến như thú cưng. Không rõ lý do sự phổ biến của giống chó này đã giảm và vào năm 1965, những con chó cuối cùng đã được đăng ký. Năm 1984, một nỗ lực đã được thực hiện để làm sống lại giống chó của Enrico Franceschetti và ENCI. Những con chó vẫn được nuôi để canh gác các trang trại đã trở thành giống mới. Chó Volpino vẫn còn hiếm với khoảng 4.000 con chó trên toàn thế giới. Hầu hết là ở Ý nhưng một số người hiện đang nuôi chúng ở 15 quốc gia bao gồm Canada, Phần Lan, Brasil, Đan Mạch, Nga, Ireland, Hà Lan, Hy Lạp, Scandinavia, Thụy Điển, Hungary, Hà Lan, Anh và Mỹ. Một cuộc khảo sát năm 2006 của câu lạc bộ kennel tìm thấy trung bình 120 con chó đăng ký mỗi năm ở Ý (với ENCI) và tổng số 200-300 đăng ký ở Thụy Điển, Na Uy và Phần Lan, 20 mỗi năm ở Hoa Kỳ.